# Westlake Corner
Westlake Corner – jednostka osadnicza w Stanach Zjednoczonych, w stanie Wirginia, w hrabstwie Franklin.